# Farma wiatrowa White Hill
Farma wiatrowa White Hill – farma wiatrowa zlokalizowana na Wyspie Południowej w Nowej Zelandii, o mocy 58 MW.

## Lokalizacja
Farma wiatrowa White Hill firmy Meridian Energy była drugą farmą wiatrową tej firmy i pierwszą, którą zbudowano na Wyspie Południowej. Znajduje się sześć kilometrów na południowy wschód od Mossburn w Southland.

## Historia
Decyzję o budowie farmy wiatrowej White Hill podjęto we wrześniu 2004 roku. Zgoda została wydana w grudniu 2004 roku. Budowa została rozpoczęta w marcu 2006 roku i została ukończona w ciągu 17 miesięcy. Farma wiatrowa White Hill został oficjalnie otwarta 8 czerwca 2007 roku przez Premier Rt Hon Helen Clark, która włączyła turbiny. Aby zbudować farmę wiatrową, Meridian rozbudował 14 kilometrów istniejących torów i zbudował 10 kilometrów nowego dojazdu dla 400-tonowego żurawia gąsienicowego, który zainstalował turbiny.

## Właściciel
Właścicielem jest Meridian Energy, która jest największym producentem energii w Nowej Zelandii.  Firma posiada w Nowej Zelandii 6 farm wiatrowych: Te Uku, West Wind, Mill Creek, Te Āpiti, White Hill, Brooklyn.

## Produkcja
Farma ma wydajność 58 MW z 29 turbin Vestas V-80-2,0 MW. Średnica wirnika wynosi 80 m. Odległość piasty od podłoża 68 m. Turbiny pracują przy prędkości wiatru od 14,4 km na godzinę (km/h) do 90 km/h. Gdy prędkość wiatru osiągnie 54 km/h, turbiny osiągają pełną moc wytwórczą wynoszącą 2 megawaty. Od 54 km/h do 90 km/h turbiny generują stałą ilość energii elektrycznej. Kiedy prędkość wiatru przekracza 90 km/h turbiny automatycznie się wyłączają, aby zapobiec uszkodzeniom.

## Zwiedzanie
Farma wiatrowa White Hill znajduje się na prywatnym terenie, nie ma do niej publicznego dostępu, z wyjątkiem dni otwartych.